# 孟加拉国革命工人党
孟加拉国革命工人党（孟加拉语：বাংলাদেশের বিপ্লবী ওয়ার্কার্স পার্টি）是孟加拉国的一个共产主义政党。该党成立于2004年，分裂自孟加拉国工人党。该党一开始也叫作“孟加拉国工人党”，后来才改用现名。该党的意识形态是共产主义、马克思列宁主义。该党的主席是Khandaker Ali Abbas，秘书长是Saiful Haque。该党的总部位于达卡。